# Akunk', Kotajk (vattendrag)
Akunk' (armeniska: Akunk’) är ett vattendrag i Armenien. Det ligger i den centrala delen av landet, 14 kilometer nordost om huvudstaden Jerevan.
Runt Akunk' är det i huvudsak tätbebyggt. Runt Akunk' är det ganska tätbefolkat, med 149 invånare per kvadratkilometer.